# Jovan Alexandre
Jovan Alexandre (* 5. September 1988 in Wallingford, Connecticut) ist ein US-amerikanischer Jazzmusiker (Tenorsaxophon, Komposition) des Modern Jazz.

## Leben und Wirken
Jovan Alexandre, Enkel von Fred Parris (The Five Satins), besuchte die Mark T. Sheehan High School und studierte seit 2006 an Jackie McLeans Artists Collective in Hartford, dann an der Hartt School of Music. In dieser Zeit sowie nach Abschluss seiner Studien arbeitete er in der amerikanischen Jazzszene u. a. mit Hank Jones, Curtis Fuller, Larry Willis, Charles Tolliver, Randy Brecker und bei Ralph Peterson, mit dessen Unity Project erste Aufnahmen entstanden (Outer Reaches 2010, mit Josh Evans, Pat Bianchi, David Fiuczynski). 2011 spielte er in der Band von Winard Harper & Jeli Posse (Coexist). Auch begleitete er den südafrikanischen Sänger Nonhlanhla Kheswa (Meadowlands, 2013). 2015 legte er sein Debütalbum Collective Consciousness (Xippi Phonorecords) mit Eigenkompositionen vor, das er mit Taber Gable, Matt Dwonszyk, Andrew Renfroe und Jonathan Barber eingespielt hatte. Mit eigener Band tritt er in New Yorker Spielstätten wie Jazz at Lincoln Center oder Smalls auf.